# Pita Kalala
Pita Kalala, né à Kinshasa (Zaïre) le 1er janvier 1991, est un peintre, dessinateur et sculpteur congolais formé à l'Académie des beaux-arts de Kinshasa. 
Ses toiles représentent principalement la femme et la biomécanique, en utilisant des couleurs souvent vives et baignées de lumière.

## Biographie
Pita Kalala est originaire de la commune de Ngaliema à Kinshasa. Il fait ses études à l'Académie des beaux-arts de Kinshasa. 

## Œuvre

### Source d'inspiration
Le personnage principal de son œuvre est la femme. Il représente la femme africaine, mais il peint aussi des femmes occidentales, métisses, et parfois Asiatiques. Il peint souvent à partir des photographies[réf. souhaitée].
Il représente souvent la femme portant un couvre-chef, des lunettes de soleil dans lesquelles se reflètent des décors kinois, par exemple la tour de l'Échangeur ou le Boulevard du 30 Juin, parfois nue.
Il peint aussi des personnalités telles que les pharaons d’Égypte ou des chanteurs, qui, selon lui, sont également des artisans de l’histoire, à leur manière[réf. souhaitée].
La technologie est aussi une source d'inspiration vive de son œuvre. On y voit des modèles nus qui se rechargent à des prises. L'exposition de mai 2019 à Bilembo s'appelait d'ailleurs «  Mise à jour des guerriers et des guerrières ». L'intérieur de Stromae, de Damso ou d'autres célébrités qu'il représente sont des intérieurs de machines, en métal.

### Arrière-fond
Ces sujets sont représentés dans un environnement isolé, comme s'ils se trouvaient dans un studio photographique.

### Techniques
Kalala peint ses personnages à l’huile sur un fond d’acrylique, utilisant une base de carreaux noirs et blancs, reflets de la lutte qui oppose la lumière aux ténèbres. Les fleurs et les boutons qui ornent plusieurs de ses toiles expriment quant à eux des émotions, des moments de joie ou de tristesse qui jalonnent la vie de chacun. Les lignes qui traversent nombre d'entre elles représentent les obstacles que nous avons tous à franchir dans la vie.

### Réalisations
Il a produit en 2019 près de 500 œuvres dont plus de 200 tableaux, 5 sculptures et plus de 300 dessins.

### Exposition de ses peintures et sculptures
Ses peintures ont pour l'instant été exposées dans plusieurs galeries d'art à Kinshasa : en juillet 2018, dans l'immeuble CTC, à la Gombe, et en mai 2019 à Bilembo,. Il a exposé 25 toiles lors de la première exposition et 38 lors de la seconde, ainsi que trois sculptures. En 2019, le peintre préparait aussi une exposition à Dakar, au Sénégal.
D'autres de ses œuvres, propriétés de grands collectionneurs comme Philippe Pelle-ring, voyagent de musée en musée, comme en 2019 au Musée des Arts d'Afrique et d'Asie de Vichy (France). Elles se trouvaient l'année précédente (de février à mai 2018) au Musée africain de Namur, en Belgique.
- 2019 - Congo Paintings, Musée des Arts d'Afrique et d'Asie de Vichy, France.
- 2018 - Congo Paintings, une autre vision du monde, Musée Africain de Namur, Belgique.
- 2016 - Songeries et réjouissances, Musée Africain de Namur, Musée du Masque de Binche, Belgique.